# L'anno della vittoria
L'anno della vittoria è un romanzo di Mario Rigoni Stern del 1985. Il romanzo, ambientato tra il 1918 e il 1919, può essere considerato come la continuazione di Storia di Tönle.
La storia parla di un ragazzo che era tornato nell'Altopiano dopo la fine della prima guerra mondiale.

## Edizioni
- Mario Rigoni Stern, L'anno della vittoria, Nuovi coralli 371; Einaudi, Torino 1985 ISBN 88-06-58990-3
- Mario Rigoni Stern, L'anno della vittoria, Storia di Tönle, CDE, Milano 1986
- Mario Rigoni Stern, Storia di Tönle - L'anno della vittoria, Einaudi, 1993, ISBN 88-06-13428-0.
- Mario Rigoni Stern, Storia di Tönle; L'anno della vittoria, ed. speciale per: Famiglia Cristiana, Milano 2003
- Mario Rigoni Stern, Storie dall'Altipiano, a cura e con un saggio introduttivo di Eraldo Affinati, I meridiani, A. Mondadori, Milano 2003 ISBN 88-04-51346-2 (comprende: Storia di Tönle, L'anno della vittoria, Le stagioni di Giacomo, Quota Albania, Il sergente nella neve)
- Mario Rigoni Stern; Trilogia dell'altipiano, introduzione di Eraldo Affinati, Einaudi, Torino 2010 ISBN 978-88-06-20414-3 (contiene: Storia di Tönle, L'anno della vittoria, Le stagioni di Giacomo)